# مالانجي
مالانجي هي عاصمة مقاطعة مالانجي،أنغولا،يبلغ عدد سكانها 455 ألف نسمة(2014).